# Старовижівська селищна рада
Старови́жівська се́лищна ра́да Старовижівської селищної об'єднаної територіальної громади (до 2018 року — Старовижівська селищна рада Старовижівського району Волинської області) — орган місцевого самоврядування Старовижівської селищної громади Волинської області. Розміщується в селищі міського типу Стара Вижівка.

## Склад ради
Рада складається з 26 депутатів та голови.
Перші вибори до ради об'єднаної громади та Старовижівського селищного голови відбулись 23 грудня 2018 року.
Було обрано 26 депутатів ради, котрі є представниками партій: БПП «Солідарність» — 19, Всеукраїнське об'єднання «Батьківщина» — 5, Аграрна партія України — 1 та один самовисуванець.
Головою громади обрали позапартійного самовисуванця Володимира Семенюка, чинного Старовижівського селищного голову.

## Історія
До 11 січня 2019 року — адміністративно-територіальна одиниця у Старовижівському районі Волинської області.
Територія ради складала 7,186 км² з населенням 5 585 осіб (станом на 2001 рік).
До 2018 року селищній раді підпорядковувались смт Стара Вижівка та села Брідки, Мельники.
Рада складалась з 30 депутатів та голови — Залевського Миколи Івановича.

### Керівний склад попередніх скликань
| Прізвище, ім'я, по батькові | Основні відомості                                                | Дата обрання | Дата звільнення |
| --------------------------- | ---------------------------------------------------------------- | ------------ | --------------- |
| Залевський Микола Іванович  | Селищний голова, 1952 року народження, освіта вища, безпартійний | 26.03.2006   | 31.10.2010      |
| Залевський Микола Іванович  | Селищний голова, 1952 року народження, освіта вища, безпартійний | 31.10.2010   |                 |

Примітка: таблиця складена за даними сайту Верховної Ради України

### Депутати
За результатами місцевих виборів 2010 року депутатами ради стали:

#### За суб'єктами висування
| Суб'єкт висування                 | Кількість обраних депутатів | %    |
| --------------------------------- | --------------------------- | ---- |
| Самовисування                     | 18                          | 60   |
| Політична партія «Наша Україна»   | 5                           | 16,7 |
| Політична партія «Сильна Україна» | 3                           | 10   |
| Комуністична партія України       | 1                           | 3,3  |
| Партія «Відродження»              | 1                           | 3,3  |
| Соціалістична партія України      | 1                           | 3,3  |
| Українська Народна Партія         | 1                           | 3,3  |

#### За округами
| № округу                          | Прізвище, ім'я, по батькові     | Дата визнання обраним | Освіта             | Партійна приналежність                        | Відомості про обраного депутата                                                                                        |
| --------------------------------- | ------------------------------- | --------------------- | ------------------ | --------------------------------------------- | --- |
| Комуністична партія України       |                                 |                       |                    |                                               | |
| 16                                | Геч Віктор Савович              | 05.11.2010            | середня спеціальна | член Комуністичної партії України             | пенсіонер |
| Партія «ВІДРОДЖЕННЯ»              |                                 |                       |                    |                                               | |
| 6                                 | Супронюк Юрій Миколайович       | 05.11.2010            | середня спеціальна | позапартійний                                 | Ковельська ПЧ-10, бригадир колії                                                                                       |
| Політична партія «Наша Україна»   |                                 |                       |                    |                                               | |
| 8                                 | Кричинюк Петро Карпович         | 05.11.2010            | вища               | член Політичної партії «Наша Україна»         | Старовижівська ЦРЛ, лікар                                                                                              |
| 15                                | Євтушик Ольга Матвіївна         | 05.11.2010            | середня спеціальна | член Політичної партії «Наша Україна»         | Старовижівська селищна рада, секретар                                                                                  |
| 24                                | Недзельський В'ячеслав Іванович | 05.11.2010            | вища               | член Політичної партії «Наша Україна»         | Старовижівська районна державна адміністрація, заступник керівника апарату                                             |
| 26                                | Віткалюк Юрій Аркадійович       | 05.11.2010            | вища               | член Політичної партії «Наша Україна»         | Старовижівська районна державна адміністрація, головний спеціаліст відділу у справах сім'ї, молоді та спорту           |
| 29                                | Грейц Сергій Петрович           | 05.11.2010            | вища               | член Політичної партії «Наша Україна»         | тимчасово не працює |
| Політична партія «Сильна Україна» |                                 |                       |                    |                                               | |
| 9                                 | Бущук Василь Іванович           | 05.11.2010            | вища               | член Політичної партії «Сильна Україна»       | пенсіонер |
| 20                                | Люклянчук Сергій Степанович     | 05.11.2010            | вища               | член Політичної партії «Сильна Україна»       | Старовижівське відділення АТ «Приватбанк», заступник керуючого                                                         |
| 23                                | Хлопук Галина Петрівна          | 05.11.2010            | середня спеціальна | позапартійна                                  | підприємець |
| Соціалістична партія України      |                                 |                       |                    |                                               | |
| 21                                | Гаврилюк Леонід Гаврилович      | 05.11.2010            | середня спеціальна | член Соціалістичної партії України            | Старовижівський професійний ліцей, заступник директора                                                                 |
| Українська Народна Партія         |                                 |                       |                    |                                               | |
| 7                                 | Хавень Віталій Іванович         | 05.11.2010            | середня спеціальна | член Української Народної Партії              | тимчасово не працює |
| Самовисування                     |                                 |                       |                    |                                               | |
| 1                                 | Гурський Вадим Петрович         | 05.11.2010            | середня спеціальна | позапартійний                                 | підприємець |
| 2                                 | Троян Любов Сергіївна           | 05.11.2010            | середня спеціальна | позапартійна                                  | пенсіонер |
| 3                                 | Дубік Віталіна Вікторівна       | 05.11.2010            | середня спеціальна | позапартійна                                  | підприємець |
| 4                                 | Сахарук Петро Мойсейович        | 04.01.2011            | вища               | позапартійний                                 | Старовижівський держлісгосп, директор                                                                                  |
| 5                                 | Сімчук Ольга Миколаївна         | 05.11.2010            | середня спеціальна | член Всеукраїнського об'єднання «Свобода»     | Старовижівський районний відділ Волинської філії «Центр ДЗК», інженер                                                  |
| 10                                | Троць Іван Петрович             | 05.11.2010            | середня            | член Народної партії                          | ТзОВ «Вижваліс», майстер                                                                                               |
| 11                                | Зінчук Владислав Володимирович  | 05.11.2010            | вища               | член Всеукраїнського об'єднання «Батьківщина» | підприємець |
| 12                                | Сачанюк Богдан Миколайович      | 05.11.2010            | вища               | позапартійний                                 | тимчасово не працює |
| 13                                | Дячук Іван Степанович           | 05.11.2010            | середня спеціальна | позапартійний                                 | Старовижівська селищна рада, землевпорядник                                                                            |
| 14                                | Бондар Олександр Михайлович     | 05.11.2010            | вища               | член Єдиного Центру                           | Старовижівська районна державна адміністрація, завідувач сектором інформаційно- комп'ютерного забезпечення апарату РДА |
| 17                                | Сміла Галина Леонтіївна         | 05.11.2010            | вища               | позапартійна                                  | Старовижівський районний центр зайнятості, заступник директора                                                         |
| 18                                | Балабан Микола Максимович       | 05.11.2010            | середня спеціальна | позапартійний                                 | підприємець |
| 19                                | Олексюк Майя Петрівна           | 05.11.2010            | вища               | член Української Народної Партії              | Старовижівська ЦРЛ, лікар                                                                                              |
| 22                                | Дунець Анатолій Пилипович       | 04.01.2011            | вища               | позапартійний                                 | Старовижівський держлісгосп, головний інженер                                                                          |
| 25                                | Коваль Сергій Володимирович     | 05.11.2010            | середня спеціальна | позапартійний                                 | тимчасово не працює |
| 27                                | Маркевич Вадим Петрович         | 05.11.2010            | вища               | позапартійний                                 | підприємець |
| 28                                | Ваврищук Віктор Савович         | 05.11.2010            | середня спеціальна | позапартійний                                 | Старовижівське лісництво, майстер                                                                                      |
| 30                                | Яцунік Микола Васильович        | 05.11.2010            | вища               | позапартійний                                 | ДЮСШ, тренер-викладач                                                                                                  |